# 새아침의 클래식
《새아침의 클래식》은 KBS 클래식FM(전국, 수도권 기준 FM 93.1MHz)에서 매일 아침 6시부터 오전 7시까지 방송 중인 르네상스와 바로크시대의 클래식 음악 전문 프로그램이다. 단, 이 프로그램은 모두 전국방송이다.

## 진행자
- 김지윤 아나운서 (여)

## 역대 진행자
- 안희재 전 아나운서 (여)
- 이규원 전 아나운서 (여)
- 최윤경 아나운서 (여)
- 변우영 아나운서 (여)
- 위서현 전 아나운서 (여)
- 박주아 아나운서 (여)
- 김솔희 아나운서 (여)
- 박노원 아나운서 (남)
- 최원정 아나운서 (여)
- 이규봉 아나운서 (남)
- 엄지인 아나운서 (여)

## 시그널
- F. J. Haydn: Notturno G Major Hob II:30, 2. Andante